# Fernand Hörner
Fernand Hörner (* 1974 in Bochum) ist ein deutscher Medienwissenschaftler.

## Biographie
Fernand Hörner studierte Musik- und Literaturwissenschaften an der Heinrich-Heine-Universität Düsseldorf und an der Ruhr-Universität Bochum. Er wurde 2007 mit der Dissertation Die Behauptung des Dandys. Eine Archäologie zum Dr. phil. promoviert. Danach arbeitete er als Geschäftsführer des Frankreich-Zentrums der Universität Freiburg sowie als stellvertretender Leiter des Zentrums für Populäre Kultur und Musik der Universität Freiburg. Dort gründete er auch das Online-Songlexikon.
Seit dem Wintersemester 2012/2013 ist er Professor für Kultur, Ästhetik, Medien an der Hochschule Düsseldorf. 2019 habilitierte er sich an der Universität Basel in Medienwissenschaften mit einer Schrift zum Thema Polyphonie und Audiovision. Theorie und Methode einer interdisziplinären Musikvideoanalyse.
An der Hochschule Düsseldorf leitet er das 2020 eingerichtete Zentrum für Digitalisierung und Digitalität.
Er ist stellvertretender Sprecher der Fachgruppe Medien und Interaktion des Graduierteninstituts NRW.

## Publikationen (Auswahl)
- Fernand Hörner: Polyphonie und Audiovision. Theorie und Methode einer interdisziplinären Musikvideoanalyse. Nomos, Baden-Baden 2020, ISBN 978-3-8487-6517-1 (335 S.).
- Fernand Hörner: Die Behauptung des Dandys. Eine Archäologie. transcript, Bielefeld 2008, ISBN 978-3-89942-913-8 (356 S.).
- Wolfgang Deiters, Stefan Geisler, Fernand Hörner, Anna Katharina Knaup (Hg.): Die Kommunikation und ihre Technologien. Interdisziplinäre Perspektiven auf Digitalisierung. transcript, Bielefeld 2020.
- Fernand Hörner (Hrsg.): Kulturkritik und das Populäre in der Musik (= Populäre Kultur und Musik. Band 18). Waxmann, Münster 2016, ISBN 978-3-8309-3361-8 (337 S.).
- Fernand Hörner, Ursula Mathis-Moser (Hg.): Das französische Chanson im Spiegel seiner medialen (R)evolutionen. La chanson française à la lumière des (r)évolutions médiatiques, Würzburg: Königshausen & Neumann 2015, ISBN 978-3-8260-5231-6 (262 S.).